# The Pretty Reckless
The Pretty Reckless es una banda estadounidense de hard rock originaria de Nueva York, integrada actualmente por Taylor Momsen (voz y guitarra rítmica), Ben Phillips (guitarra líder y coros), Mark Damon (bajo) y Jamie Perkins (batería).
En 2010, la banda firmó con el sello discográfico Interscope Records y lanzó su álbum debut, titulado Light Me Up, que debutó en el sexto puesto en el Reino Unido y resultó en el top-100 en varios países; de este se extrajeron tres sencillos, entre ellos el más relevante fue «Make Me Wanna Die», que debutó primero en el UK Rock Chart. The Pretty Reckless tiene la distinción de ser la primera banda liderada por una mujer en tener sencillos N°1 consecutivos en el formato de rock activo y un total de seis sencillos N°1 en la lista Mainstream Rock Airplay de Billboard.

## Historia

### 2009-2010: Formación

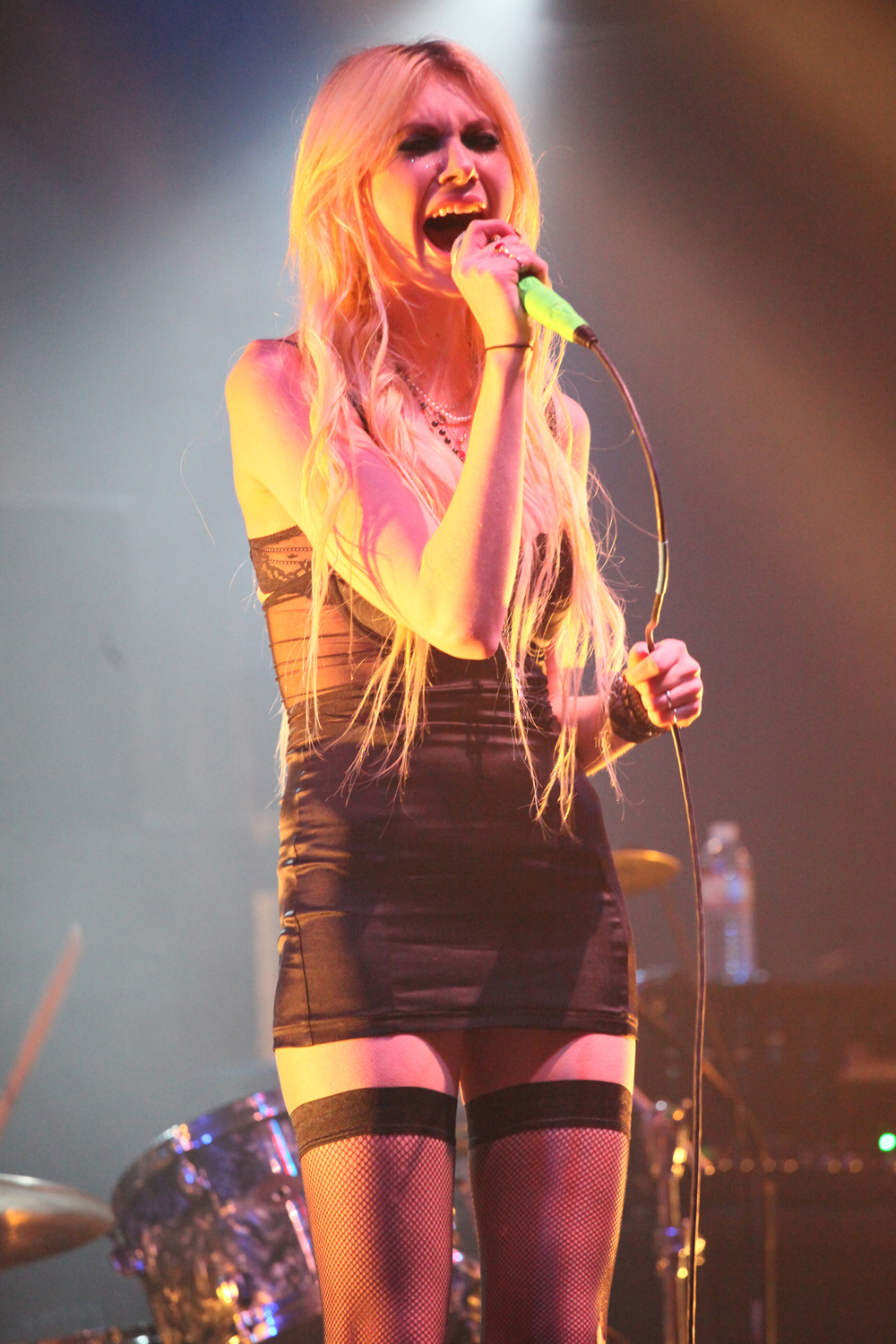
Taylor Momsen en el Warped Tour, en 2010

Taylor Momsen, una cantante y actriz estadounidense, trabajó por dos años con varios productores antes de conocer a Kato Khandwala, quién la presentó con Ben Phillips, junto al cual comenzaron a escribir canciones antes de contratar a otros tres músicos para formar la banda The Reckless, nombre que finalmente tuvieron que cambiar debido a problemas de marca. Momsen comentó que le gustaba Khandwala porque compartían la misma visión de rock, por lo que le resultó fácil trabajar con él. La banda tocó su primer concierto el 5 de mayo de 2009 en The Annex en Nueva York. Después de siete conciertos, los miembros contratados dejaron la banda. Para reemplazarlos, más tarde se unieron a la banda John Secolo en la guitarra, Matt Chiarelli en el bajo y Nick Carbone en la batería. Grabaron algunos demos a principios de 2009 y más tarde se encargaron de ser el acto de apertura para los conciertos de The Veronicas en su gira norteamericana. En 2010, Secolo, Chiarelli y Carbone dejaron la banda. Debido a esto, Ben Phillips se encargó de la guitarra líder y se unieron Mark Damon en el bajo y Jamie Perkins en la batería, mientras que Momsen se dedicó a, además de cantar, ser la guitarrista rítmica.

### 2010-2012:Light Me Up
El 20 de diciembre de 2009, la banda lanzó una nueva canción titulada «Make Me Wanna Die», ésta se convirtió en el primer sencillo de la banda y fue estrenada oficialmente el 30 de marzo de 2010. Un video viral para promocionar el mismo se estrenó el 13 de mayo de 2010. La versión oficial se estrenó el 21 de septiembre de ese mismo año. El sencillo fue incluido en la banda sonora y en los créditos de la película Kick-Ass. El 9 de abril de 2010, la banda se presentó en el Warped Tour durante junio y julio de 2010 para promocionar su EP homónimo, The Pretty Reckless. Asimismo, tocaron en el festival de música, The Bamboozle el primero de mayo de 2010. El segundo sencillo, «Miss Nothing», fue lanzado el 24 de julio de 2010. Finalmente, Light Me Up fue lanzado el 27 de agosto de 2010. El álbum recibió en su mayoría críticas positivas, alcanzando el número 2 en iTunes. El primer sencillo lanzado oficialmente en Estados Unidos fue «Just Tonight», el cual fue el tercero en Australia y el Reino Unido.
The Pretty Reckless anunció su primera gira propia, denominada Light Me Up Tour, empezando en octubre de 2010, continuando en diciembre y siguiendo desde febrero hasta fines de marzo de 2011 abarcando países norteamericanos y europeos. El 2 de junio de 2011, se anunció que participarían en el Soundwave Revolution, sin embargo luego fue cancelado. El 27 de julio de 2011, Taylor anunció a través de Twitter que serían teloneros de Evanescence en octubre y principios de noviembre de 2011. Y, el 11 de noviembre, anunció que también lo serían de Guns N' Roses en su Chinese Democracy World Tour por Norteamérica a fines de dicho mes. La banda anunció una gira por Sudamérica en agosto y septiembre de 2012, la cual incluyó fechas en Brasil, Argentina y Chile. Asimismo, la gira fue llamada The Medicine Tour, y agregaron fechas en Norteamérica para marzo, abril y mayo de 2012.
Se lanzaron vídeos musicales para «You» y «My Medicine» en VEVO el 16 de febrero de 2012 y el 9 de marzo de 2012, respectivamente. El 6 de marzo de 2012, un nuevo EP, titulado Hit Me Like A Man, fue lanzado en Amazon, el cual contiene tres nuevas canciones junto con dos temas en vivo. Durante 2012, grabaron la canción «Only You» para la versión Target de la banda sonora de la película Frankenweenie.

### 2013-2015:Going To Hell
El cuarto sencillo de la banda, titulado «Kill Me», fue lanzado en diciembre de 2012 y fue incluido en el último episodio de Gossip Girl. Más tarde, entre junio y julio de 2013, The Pretty Reckless hizo pública dos canciones del nuevo disco, «Follow Me Down» y «Burn», a través de su canal de YouTube. Este nuevo álbum fue lanzado al público el 18 de marzo de 2014 por la compañía discográfica Razor & Tie, titulado Going To Hell. Para la promoción del disco, fue creada una página web cuya dirección es goingtohell.xxx, que muestra un vídeo teaser y fechas para el nuevo Going To Hell TOUR. El 24 de septiembre fue lanzado el sencillo homónimo al disco. Además más tarde sacaron como segundo sencillo del disco «Heaven Knows», meses más tarde «Messed Up World (F**ked Up World)», y recientemente se ha anunciado en diciembre de 2014 su cuarto sencillo «Follow Me Down».
La banda norteamericana The Pretty Reckless ha sacado desde entonces tres videoclips para sus sencillos «Going To Hell», «Heaven Knows» y «Messed Up World (F**k Up World)», y un video para la canción del disco «House On A Hill». También, poco después de anunciar «Follow Me Down» como cuarto sencillo del nuevo disco se ha anunciado la preparación de un videoclip para el mismo.
Para promocionar su disco la banda estuvo de gira con el grupo Fall Out Boy por Europa y los Estados Unidos en 2014, e hicieron una colaboración en la gira con Nickelback durante el año 2015.

### 2016-2019:Who You Selling For
En el comienzo de septiembre de 2015, Momsen confirmó que la banda estaba trabajando en nuevo material en el estudio. El 14 de abril de 2016, Momsen confirmó a través de Twitter que el nuevo álbum estaba casi terminado. El primer sencillo del próximo tercer álbum de estudio de la banda, "Take Me Down", tuvo su estreno mundial el iHeartRadio estaciones, el 14 de julio de 2016. El sencillo fue lanzado digitalmente el 15 de julio de 2016, y fue atendida a US Rock.
El tercer álbum de estudio de la banda, Who You Selling For, se dio a conocer el 21 de octubre de 2016 por Razor & Tie.

### 2020-2021:Death by Rock and Roll
En noviembre de 2019, Momsen reveló en Instagram que la banda estaba trabajando en su cuarto álbum de estudio con Matt Cameron de Pearl Jam y Soundgarden. En febrero de 2020, Momsen confirmó la finalización del álbum y reveló su título, Death by Rock and Roll. El álbum se lanzará en 2020. En mayo de 2020, la banda firmó con Fearless Records. El primer sencillo, que es la canción principal del álbum, fue lanzado el 15 de mayo de 2020. La próxima gira de la banda comenzará en septiembre de 2020, después de haberse retrasado desde mayo de 2020 debido a la pandemia de COVID-19.

### 2022-presente:Other Worlds
El 4 de noviembre de 2022, The Pretty Reckless publican un quinto trabajo plagado de temas acústicos propios, versiones y colaboraciones, Matt Cameron tocó la guitarra en «Halfway There» de Soundgarden, Alain Johannes tocó la guitarra en «The Keeper», originalmente de Chris Cornell, mientras que el pianista de Mike Garson tocó en «Quicksand» de David Bowie.

## Miembros
| Miembros actuales - Taylor Momsen: voces, guitarra rítmica (2009–presente) - Ben Phillips: guitarra, coros (2010–presente) - Mark Damon: bajo (2010–presente) - Jamie Perkins: batería, percusión (2010–presente) | Miembros pasados - John Secolo: guitarra (2009) - Matt Chiarelli: bajo (2009) - Nick Carbone: batería, percusión (2009) |

## Discografía
Álbumes de estudio
- 2010: Light Me Up
- 2014: Going to Hell
- 2016: Who You Selling For
- 2021: Death by Rock and Roll
- 2022: Other Worlds

## Premios y nominaciones
| Año  | Premio                                 | Categoría                     | Resultado |
| ---- | -------------------------------------- | ----------------------------- | --------- |
| 2010 | Virgin Media Music Awards              | Mejor Grupo                   | Nominado  |
| 2010 | Virgin Media Music Awards              | Mejor Grupo Nuevo             | Nominado  |
| 2012 | Golden Gods Awards (Revolver Magazine) | Mejor Canción (por «Kill Me») | Nominado  |
| 2017 | Alternative Press Music Awards         | Mejor Grupo de Hard Rock      | Ganador   |
| 2021 | iHeartRadio Awards                     | Mejor Artista Rock del Año    | Ganadora  |

## Giras
Giras mundiales
- Light Me Up Tour (2010-2012)[55]
- The Medicine Tour (2012)[56][57]
- Going To Hell Tour (2013-2015)[58]
- Who You Selling For Tour (2016)

Teloneros:
Gira Chinese Democrasy World Tour de Guns 'N' Roses (2011)
Gira PWR UP tour de AC/DC (2024)